# Virtus Pallacanestro Bologna 2021-2022
Questa voce raccoglie le informazioni riguardanti la Virtus Pallacanestro Bologna nelle competizioni ufficiali della stagione 2021-2022.

## Stagione
La stagione 2021-2022 della Virtus Pallacanestro Bologna sponsorizzata Segafredo, è l'83ª nel massimo campionato italiano di pallacanestro, la Serie A.
La società, dopo la vittoria scudetto nella stagione precedente, decide di non rinnovare il contratto al tecnico Saša Đorđević, e di sostituirlo con Sergio Scariolo. Il roster viene estesamente rimaneggiato nella sessione estiva di mercato, con la partenza di sette giocatori, compreso il capitano Giampaolo Ricci. La fascia di capitano viene assegnata a Marco Belinelli.
In avvio di stagione, seri infortuni costringono a rimanere lontani dal parquet per diversi mesi Awudu Abass  e il neoacquisto Ekpe Udoh. Vengono pertanto ingaggiati come sostituti Isaïa Cordinier e JaKarr Sampson.
In Supercoppa italiana, la squadra accede direttamente alla fase a eliminazione diretta e, battuta in finale l'Olimpia Milano, conquista la propria seconda Supercoppa.
Sotto il profilo societario, il 28 ottobre 2021, in occasione di un aumento di capitale, viene rinnovato il CdA e il patron Massimo Zanetti succede a Giuseppe Sermasi alla presidenza.

## Organigramma societario
Aggiornato al 3 ottobre 2021.
- Presidente del consiglio di amministrazione: Giuseppe Sermasi (fino al 28 ottobre 2021)
 Massimo Zanetti (dal 28 ottobre 2021)
- CEO: Luca Baraldi
- General Manager: Paolo Ronci
- Communication Manager: Jacopo Cavalli
- Marketing manager: Jacopo Torriglia
- Sales Manager: Alberto Mularoni
- Ticketing manager: Marina Ronchi

Squadra A1 maschile:
- Club manager: Miro De Giuli
- Team manager: Tommaso Bergamini

- Allenatore: Sergio Scariolo
- Assistenti: Andrija Gavrilović, Andrea Diana, Cristian Fedrigo, Iacopo Squarcina, Edoardo Costa
- Preparatori Atletici: Matteo Panichi, Emanuele Tibiletti
- Responsabile Sanitario: Diego Rizzo
- Fisioterapisti: Giacomo Naldi, Andrea Nobili, Luca Cornazzani

## Roster
Aggiornato al 8 marzo 2022.
| Segafredo Virtus Bologna 2021-22 | Segafredo Virtus Bologna 2021-22 |
| Giocatori                        | Staff tecnico                    |
| -------------------------------- | -------------------------------- |

| N. | Naz.                                                | Ruolo | Nome                | Anno | Alt.   | Peso   |  |
| -- | --------------------------------------------------- | ----- | ------------------- | ---- | ------ | ------ |  |
| 0  | Italia (bandiera)                                   | C     | Amedeo Tessitori    | 1994 | 208 cm | 97 kg  |  |
| 00 | Francia (bandiera)                                  | GA    | Isaïa Cordinier     | 1996 | 196 cm | 84 kg  |  |
| 1  | Italia (bandiera)                                   | P     | Nico Mannion        | 2001 | 190 cm | 86 kg  |  |
| 3  | Italia (bandiera)                                   | G     | Marco Belinelli (C) | 1986 | 196 cm | 100 kg |  |
| 6  | Italia (bandiera)                                   | P     | Alessandro Pajola   | 1999 | 194 cm | 95 kg  |  |
| 7  | Bosnia ed Erzegovina (bandiera) · Italia (bandiera) | AG    | Amar Alibegović     | 1995 | 206 cm | 109 kg |  |
| 8  | Stati Uniti (bandiera)                              | AG    | Kevin Hervey        | 1996 | 207 cm | 104 kg |  |
| 9  | Stati Uniti (bandiera) · Nigeria (bandiera)         | C     | Ekpe Udoh           | 1987 | 208 cm | 111 kg |  |
| 11 | Italia (bandiera)                                   | P     | Michele Ruzzier     | 1993 | 182 cm | 80 kg  |  |
| 12 | Italia (bandiera)                                   | GA    | Mattia Ferdeghini   | 2003 | 194 cm |        |  |
| 14 | Francia (bandiera)                                  | C     | Mouhammadou Jaiteh  | 1994 | 211 cm | 112 kg |  |
| 15 | Stati Uniti (bandiera)                              | G     | Ty-Shon Alexander   | 1998 | 191 cm | 88 kg  |  |
| 17 | Italia (bandiera)                                   | GA    | Marco Ceron         | 1992 | 195 cm | 100 kg |  |
| 20 | Italia (bandiera)                                   | C     | Matteo Barbieri     | 2003 | 211 cm |        |  |
| 21 | Georgia (bandiera)                                  | AC    | Tornik'e Shengelia  | 1991 | 206 cm | 109 kg |  |
| 23 | Italia (bandiera)                                   | PG    | Daniel Hackett      | 1987 | 197 cm | 96 kg  |  |
| 25 | Stati Uniti (bandiera)                              | AC    | JaKarr Sampson      | 1993 | 206 cm | 94 kg  |  |
| 34 | Stati Uniti (bandiera)                              | AP    | Kyle Weems          | 1989 | 198 cm | 100 kg |  |
| 44 | Serbia (bandiera)                                   | P     | Miloš Teodosić      | 1987 | 196 cm | 89 kg  |  |
| 55 | Italia (bandiera)                                   | AP    | Awudu Abass         | 1993 | 198 cm | 100 kg |  |
| -  | Italia (bandiera)                                   | G     | Luca Colombo        | 2003 | 184 cm |        |  |

| Allenatore |
| - Sergio Scariolo |
| Assistente/i |
| - Andrea Diana - Christian Fedrigo - / Andrija Gavrilović - Mattia Largo Legenda - (C) Capitano - (IN) Inattivo - Infortunato Roster |

## Mercato

### Sessione estiva
| Acquisti | Acquisti           | Acquisti            | Acquisti      | Acquisti |
| R.       | Nome               | da                  | Modalità      |          |
| -------- | ------------------ | ------------------- | ------------- | -------- |
| ALL      | Sergio Scariolo    | Toronto Raptors     | svincolato    |          |
| ALL      | Andrea Diana       | Scaligera Verona    | svincolato    |          |
| ALL      | Andrija Gavrilović | Free agent          | svincolato    |          |
| P        | Michele Ruzzier    | Pall. Varese        | definitivo    |          |
| AG       | Kevin Hervey       | Lokomotiv Kuban'    | svincolato    |          |
| C        | Ekpe Udoh          | Beijing R. Fighters | svincolato    |          |
| C        | Gora Camara        | Monferrato Basket   | fine prestito |          |
| C        | Mouhammadou Jaiteh | Gaziantep BŞB       | svincolato    |          |
| P        | Nico Mannion       | G.S. Warriors       | svincolato    |          |
| G        | Marco Ceron        | Pall. Mantovana     | svincolato    |          |
| G        | Ty-Shon Alexander  | Phoenix Suns        | svincolato    |          |

| Cessioni | Cessioni            | Cessioni          | Cessioni                | Cessioni |
| R.       | Nome                | a                 | Modalità                |          |
| -------- | ------------------- | ----------------- | ----------------------- | -------- |
| ALL      | Aleksandar Đorđević | Fenerbahçe        | fine contratto          |          |
| ALL      | Goran Bjedov        | Fenerbahçe        | fine contratto          |          |
| PG       | Stefan Marković     | Free agent        | fine contratto          |          |
| AG       | Giampaolo Ricci     | Olimpia Milano    | fine contratto          |          |
| G        | Stefan Nikolić      | Pall. Cantù       | fine contratto          |          |
| C        | Gora Camara         | V.L. Pesaro       | prestito                |          |
| C        | Julian Gamble       | Canarias Tenerife | fine contratto          |          |
| PG       | Josh Adams          | Tasmania JackJ.   | opzione di uscita       |          |
| P        | Lorenzo Deri        | U.C.C. Piacenza   | fine contratto          |          |
| AC       | Vince Hunter        | Metropolitans 92  | risoluzione unilaterale |          |

### Dopo l'inizio della stagione
| Acquisti | Acquisti           | Acquisti       | Acquisti          | Acquisti   |
| R.       | Nome               | da             | Data              | Modalità   |
| -------- | ------------------ | -------------- | ----------------- | ---------- |
| AC       | JaKarr Sampson     | Indiana Pacers | 26 settembre 2021 | svincolato |
| GA       | Isaïa Cordinier    | Free agent     | 6 ottobre 2021    | svincolato |
| PG       | Daniel Hackett     | CSKA Mosca     | 3 marzo 2022      | svincolato |
| AG       | Tornik'e Shengelia | CSKA Mosca     | 7 marzo 2022      | svincolato |

| Cessioni | Cessioni          | Cessioni      | Cessioni         | Cessioni    |
| R.       | Nome              | a             | Data             | Modalità    |
| -------- | ----------------- | ------------- | ---------------- | ----------- |
| G        | Ty-Shon Alexander | Pall. Trieste | 15 febbraio 2022 | rescissione |

## Risultati

### Serie A

#### Stagione regolare

##### Girone d'andata
| Arbitri: | Alessandro Martolini (Roma) Denny Borgioni (Roma) Giacomo Dori (Mirano) |

|                                               |            |                                 |
| Reynolds 24 Flaccadori 13 Forray, Williams 12 | Punti      | 21 Hervey 19 Belinelli 15 Weems |
| Flaccadori 5                                  | Assist     | 6 Pajola                        |
| Reynolds, Saunders, Williams 4                | Rimbalzi   | 6 Hervey, Tessitori             |
| Emanuele Molin                                | Allenatori | Sergio Scariolo                 |

| Arbitri: | Mark Bartoli (Trieste) Valerio Grigioni (Roma) Marco Vita (Ancona) |

|                                 |            |                                |
| Hervey 23 Weems 19 Belinelli 17 | Punti      | 14 Egbunu 13 Sorokas 9 Gentile |
| Ruzzier, Teodosić 6             | Assist     | 4 Amato                        |
| Hervey 11                       | Rimbalzi   | 11 Egbunu                      |
| Sergio Scariolo                 | Allenatori | Adriano Vertemati              |

| Arbitri: | Manuel Mazzoni (Grosseto) Denis Quarta (Torino) Alessandro Perciavalle (Torino) |

|                         |            |                               |
| Watt 21 Brooks 9 Daye 8 | Punti      | 17 Sampson 15 Weems 11 Hervey |
| De Nicolao 4            | Assist     | 7 Teodosić                    |
| Watt 8                  | Rimbalzi   | 6 Jaiteh                      |
| Walter De Raffaele      | Allenatori | Sergio Scariolo               |

| Arbitri: | Beniamino Manuel Attard (Priolo Gargallo) Guido Federico Di Francesco (Teramo) Federico Brindisi (Torino) |

|                                       |            |                                     |
| Belinelli 20 Sampson 17 Alibegović 16 | Punti      | 21 Banks 12 Mian, Sanders 10 Konate |
| Pajola, Ruzzier 4                     | Assist     | 5 Banks, Sanders                    |
| Hervey 9                              | Rimbalzi   | 7 Banks                             |
| Sergio Scariolo                       | Allenatori | Franco Ciani                        |

| Arbitri: | Guido Giovannetti (Terni) Denny Borgioni (Roma) Andrea Valzani (Martina Franca) |

|                              |            |                                 |
| McDuffie 22 Mayo 19 Parks 15 | Punti      | 23 Weems 14 Hervey 12 Cordinier |
| Mayo, Rich 4                 | Assist     | 7 Pajola                        |
| McDuffie, Parks 7            | Rimbalzi   | 6 Hervey                        |
| Stefano Sacripanti           | Allenatori | Sergio Scariolo                 |

| Arbitri: | Roberto Begnis (Crema) Christian Borgo (Grumolo delle Abbadesse) Matteo Boninsegna (Milano) |

|                             |            |                                 |
| Daum 18 Macura 15 Wright 14 | Punti      | 28 Weems 15 Mannion 12 Teodosić |
| Wright 7                    | Assist     | 5 Mannion                       |
| Daum, Macura 7              | Rimbalzi   | 7 Hervey                        |
| Marco Ramondino             | Allenatori | Sergio Scariolo                 |

| Arbitri: | Beniamino Manuel Attard (Priolo Gargallo) Valerio Grigioni (Roma) Andrea Bongiorni (Pisa) |

|                                         |            |                                  |
| Hervey, Weems 18 Cordinier 14 Jaiteh 13 | Punti      | 14 Delfino 13 Sanford 12 Zanotti |
| Teodosić 9                              | Assist     | 8 Delfino                        |
| Jaiteh 9                                | Rimbalzi   | 8 Demétrio                       |
| Sergio Scariolo                         | Allenatori | Luca Banchi                      |

| Arbitri: | Michele Rossi (Anghiari) Alessandro Nicolini (Bagheria) Marco Vita (Ancona) |

|                                             |            |                                   |
| Della Valle 17 Mitrou-Long 16 Petrucelli 10 | Punti      | 22 Weems 15 Teodosić 13 Cordinier |
| Mitrou-Long 6                               | Assist     | 5 Teodosić                        |
| Mitrou-Long 10                              | Rimbalzi   | 9 Jaiteh                          |
| Alessandro Magro                            | Allenatori | Sergio Scariolo                   |

| Arbitri: | Tolga Ozge Sahin (Messina) Lorenzo Baldini (Firenze) Gianluca Capotorto (Palestrina) |

|                                           |            |                                            |
| Hervey 20 Teodosić 14 Cordinier, Weems 13 | Punti      | 18 Perkins N. 17 Clark 13 Adrian           |
| Teodosić 10                               | Assist     | 12 Perkins J.                              |
| Cordinier 8                               | Rimbalzi   | 5 Adrian, Chappell, Perkins J., Perkins N. |
| Sergio Scariolo                           | Allenatori | Francesco Vitucci                          |

| Arbitri: | Carmelo Paternicò (Piazza Armerina) Federico Brindisi (Torino) Edoardo Gonella (Genova) |

|                                           |            |                                  |
| Weems 19 Belinelli 16 Jaiteh, Teodosić 15 | Punti      | 25 Bendžius 21 Robinson 17 Logan |
| Teodosić 10                               | Assist     | 8 Robinson                       |
| Jaiteh 9                                  | Rimbalzi   | 6 Mekowulu                       |
| Sergio Scariolo                           | Allenatori | Piero Bucchi                     |

| Arbitri: | Denis Quarta (Torino) Beniamino Manuel Attard (Priolo Gargallo) Martino Galasso (Siena) |

|                                  |            |                                      |
| Tinkle 21 Pecchia 16 Cournooh 14 | Punti      | 25 Alibegović 15 Belinelli 13 Jaiteh |
| Cournooh 6                       | Assist     | 9 Pajola                             |
| Sanogo 11                        | Rimbalzi   | 10 Jaiteh                            |
| Paolo Galbiati                   | Allenatori | Sergio Scariolo                      |

| Arbitri: | Saverio Lanzarini (Bologna) Andrea Bongiorni (Pisa) Andrea Valzani (Martina Franca) |

|                                                      |            |                                  |
| Belinelli 12 Alexander, Jaiteh 10 Ruzzier, Sampson 9 | Punti      | 20 Aradori 17 Feldeine 12 Durham |
| Teodosić 5                                           | Assist     | 5 Durham                         |
| Weems 14                                             | Rimbalzi   | 11 Groselle                      |
| Sergio Scariolo                                      | Allenatori | Antimo Martino                   |

| Arbitri: | Roberto Begnis (Crema) Lorenzo Baldini (Firenze) Alessandro Perciavalle (Torino) |

|                               |            |                                           |
| Grant 20 Hall 18 Rodríguez 16 | Punti      | 34 Belinelli 18 Jaiteh, Teodosić 13 Weems |
| Rodríguez 9                   | Assist     | 10 Teodosić                               |
| Bentil, Hines, Melli 5        | Rimbalzi   | 10 Jaiteh                                 |
| Ettore Messina                | Allenatori | Sergio Scariolo                           |

| Arbitri: | Carmelo Lo Guzzo (Pisa) Fabrizio Paglialunga (Massafra) Matteo Boninsegna (Milano) |

|                                     |            |                              |
| Belinelli 17 Weems 16 Alibegović 15 | Punti      | 15 Bortolani 14 Imbrò 8 Sims |
| Pajola 8                            | Assist     | 5 Russell                    |
| Belinelli, Jaiteh 7                 | Rimbalzi   | 9 Sims                       |
| Sergio Scariolo                     | Allenatori | Massimiliano Menetti         |

| Arbitri: | Michele Rossi (Anghiari) Alessandro Nicolini (Bagheria) Gianluca Capotorto (Palestrina) |

|                                        |            |                                     |
| Olisevičius 25 Hopkins 22 Cinciarini 7 | Punti      | 19 Alibegović 18 Teodosić 14 Jaiteh |
| Cinciarini 10                          | Assist     | 9 Teodosić                          |
| Hopkins 11                             | Rimbalzi   | 9 Jaiteh                            |
| Attilio Caja                           | Allenatori | Sergio Scariolo                     |

##### Girone di ritorno
| Arbitri: | Beniamino Manuel Attard (Priolo Gargallo) Valerio Grigioni (Roma) Christian Borgo (Grumolo delle Abbadesse) |

|                                  |            |                                       |
| Shengelia 19 Weems 14 Hackett 10 | Punti      | 20 Flaccadori 19 Reynolds 16 Bradford |
| Teodosić 6                       | Assist     | 4 Bradford, Flaccadori, Williams      |
| Shengelia 11                     | Rimbalzi   | 6 Caroline                            |
| Sergio Scariolo                  | Allenatori | Emanuele Molin                        |

| Arbitri: | Carmelo Paternicò (Piazza Armerina) Denis Quarta (Torino) Andrea Valzani (Martina Franca) |

|                                         |            |                                              |
| Perkins J. 18 Chappell 16 Perkins N. 11 | Punti      | 16 Weems 14 Cordinier 13 Alibegović, Sampson |
| Perkins J. 10                           | Assist     | 6 Cordinier                                  |
| Adrian 8                                | Rimbalzi   | 7 Jaiteh, Weems                              |
| Francesco Vitucci                       | Allenatori | Sergio Scariolo                              |

| Arbitri: | Manuel Mazzoni (Grosseto) Valerio Grigioni (Roma) Marco Pierantozzi (Ascoli Piceno) |

|                                                    |            |                                  |
| Belinelli 20 Cordinier, Jaiteh 12 Mannion, Weems 8 | Punti      | 18 Spagnolo 13 Poeta 11 Cournooh |
| Mannion 7                                          | Assist     | 7 Poeta                          |
| Weems 8                                            | Rimbalzi   | 8 Pecchia                        |
| Sergio Scariolo                                    | Allenatori | Paolo Galbiati                   |

| Arbitri: | Guido Giovannetti (Terni) Denny Borgioni (Roma) Martino Galasso (Siena) |

|                           |            |                                         |
| Vene 27 Keene 13 Beane 12 | Punti      | 17 Jaiteh 14 Weems 13 Cordinier, Pajola |
| De Nicolao 6              | Assist     | 5 Pajola                                |
| Vene 9                    | Rimbalzi   | 9 Jaiteh                                |
| Johan Roijakkers          | Allenatori | Sergio Scariolo                         |

| Arbitri: | Carmelo Paternicò (Piazza Armerina) Fabrizio Paglialunga (Massafra) Matteo Boninsegna (Milano) |

|                                        |            |                                |
| Bendžius 23 Bilan 15 Krušlin, Logan 13 | Punti      | 21 Mannion 10 Sampson 9 Jaiteh |
| Robinson 8                             | Assist     | 4 Mannion, Teodosić            |
| Treier 7                               | Rimbalzi   | 5 Mannion                      |
| Piero Bucchi                           | Allenatori | Sergio Scariolo                |

| Arbitri: | Roberto Begnis (Crema) Mark Bartoli (Trieste) Silvia Marziali (Roma) |

|                                          |            |                                 |
| Hervey 16 Belinelli, Mannion 13 Weems 11 | Punti      | 13 Parks 12 Velička 10 Lombardi |
| Mannion 10                               | Assist     | 4 Parks, Vitali                 |
| Cordinier, Hervey 7                      | Rimbalzi   | 10 Parks                        |
| Sergio Scariolo                          | Allenatori | Stefano Sacripanti              |

| Arbitri: | Michele Rossi (Anghiari) Denny Borgioni (Roma) Fabrizio Paglialunga (Massafra) |

|                                  |            |                                 |
| Benzing 19 Procida 15 Frazier 14 | Punti      | 17 Hackett 12 Sampson 10 Hervey |
| Feldeine, Frazier 4              | Assist     | 6 Teodosić                      |
| Groselle 11                      | Rimbalzi   | 7 Hackett                       |
| Antimo Martino                   | Allenatori | Sergio Scariolo                 |

| Arbitri: | Beniamino Manuel Attard (Priolo Gargallo) Andrea Bongiorni (Pisa) Andrea Valzani (Martina Franca) |

|                                       |            |                                      |
| Hackett 16 Shengelia 15 Jaiteh 12     | Punti      | 15 Watt, Theodore 12 Tonut 11 Bramos |
| Teodosić 8                            | Assist     | 7 Theodore                           |
| Hackett, Jaiteh, Shengelia, Sampson 8 | Rimbalzi   | 7 Stone, Theodore, Watt              |
| Sergio Scariolo                       | Allenatori | Walter De Raffaele                   |

| Arbitri: | Tolga Ozge Sahin (Messina) Alessandro Perciavalle (Torino) Giulio Pepponi (Spello) |

|                                  |            |                                               |
| Weems 26 Shengelia 15 Hackett 12 | Punti      | 14 Hopkins, Johnson 10 Strautiņš 9 Cinciarini |
| Mannion, Pajola, Sampson 3       | Assist     | 12 Cinciarini                                 |
| Cordinier, Shengelia 5           | Rimbalzi   | 7 Baldi Rossi, Hopkins                        |
| Sergio Scariolo                  | Allenatori | Attilio Caja                                  |

| Arbitri: | Carmelo Lo Guzzo (Pisa) Fabrizio Paglialunga (Massafra) Matteo Boninsegna (Milano) |

|                               |            |                                 |
| Banks 27 Gražulis 18 Delía 13 | Punti      | 18 Jaiteh 16 Weems 12 Cordinier |
| Davis, Delía 4                | Assist     | 4 Teodosić                      |
| Delía, Gražulis 7             | Rimbalzi   | 10 Jaiteh                       |
| Franco Ciani                  | Allenatori | Sergio Scariolo                 |

| Arbitri: | Carmelo Paternicò (Piazza Armerina) Manuel Mazzoni (Grosseto) Guido Giovannetti (Terni) |

|                                                     |            |                                |
| Cordinier, Jaiteh, Weems 18 Shengelia 10 Teodosić 9 | Punti      | 15 Bentil 12 Baldasso 10 Melli |
| Pajola, Teodosić 7                                  | Assist     | 6 Grant                        |
| Jaiteh 15                                           | Rimbalzi   | 5 Melli, Ricci                 |
| Sergio Scariolo                                     | Allenatori | Ettore Messina                 |

| Arbitri: | Carmelo Lo Guzzo (Pisa) Mark Bartoli (Trieste) Sergio Noce (Latina) |

|                                |            |                                              |
| Delfino 18 Moretti 15 Jones 12 | Punti      | 18 Mannion 13 Hackett 12 Shengelia, Teodosić |
| Delfino 6                      | Assist     | 7 Mannion                                    |
| Jones, Mejeris 7               | Rimbalzi   | 8 Hervey                                     |
| Luca Banchi                    | Allenatori | Sergio Scariolo                              |

| Arbitri: | Tolga Ozge Sahin (Messina) Alessandro Martolini (Roma) Martino Galasso (Siena) |

|                                 |            |                              |
| Jaiteh 23 Teodosić 16 Pajola 15 | Punti      | 22 Daum 14 Sanders 13 Macura |
| Teodosić 13                     | Assist     | 9 Wright                     |
| Jaiteh 8                        | Rimbalzi   | 8 Cain                       |
| Sergio Scariolo                 | Allenatori | Marco Ramondino              |

| Arbitri: | Michele Rossi (Anghiari) Denis Quarta (Torino) Federico Brindisi (Torino) |

|                                      |            |                                    |
| Dimša 16 Green 15 Bortolani, Sims 12 | Punti      | 17 Tessitori 16 Teodosić 15 Hervey |
| Green 5                              | Assist     | 11 Mannion                         |
| Sims 5                               | Rimbalzi   | 7 Tessitori                        |
| Marcelo Nicola                       | Allenatori | Sergio Scariolo                    |

| Arbitri: | Guido Giovannetti (Terni) Borys Ryzhyk (Roma) Giacomo Dori (Mirano) |

|                                                     |            |                                  |
| Belinelli 16 Jaiteh, Tessitori 9 Cordinier, Weems 8 | Punti      | 11 Laquintana 8 Parrillo 7 Moore |
| Mannion 6                                           | Assist     | 3 Gabriel                        |
| Jaiteh 9                                            | Rimbalzi   | 6 Gabriel                        |
| Sergio Scariolo                                     | Allenatori | Alessandro Magro                 |

#### Playoff

##### Quarti di finale
| Arbitri: | Saverio Lanzarini (Bologna) Carmelo Lo Guzzo (Pisa) Alessandro Perciavalle (Torino) |

|                                                       |            |                                         |
| Belinelli 14 Jaiteh, Shengelia 12 Cordinier, Weems 11 | Punti      | 21 Sanford 12 Jones, Moretti 11 Tambone |
| Pajola 10                                             | Assist     | 4 Delfino, Jones                        |
| Jaiteh 5                                              | Rimbalzi   | 12 Jones                                |
| Sergio Scariolo                                       | Allenatori | Luca Banchi                             |

| Arbitri: | Michele Rossi (Anghiari) Alessandro Martolini (Roma) Christian Borgo (Grumolo delle Abbadesse) |

|                                                    |            |                                       |
| Alibegović 10 Mannion, Weems 8 Belinelli, Jaiteh 7 | Punti      | 12 Mejeris 8 Jones 7 Moretti, Sanford |
| Cordinier 5                                        | Assist     | 4 Moretti                             |
| Hervey, Mannion 5                                  | Rimbalzi   | 9 Jones                               |
| Sergio Scariolo                                    | Allenatori | Luca Banchi                           |

| Arbitri: | Tolga Ozge Sahin (Messina) Lorenzo Baldini (Firenze) Mark Bartoli (Trieste) |

|                                             |            |                                   |
| Lamb 15 Jones 8 Mejeris, Moretti, Tambone 7 | Punti      | 15 Jaiteh 12 Hackett 11 Belinelli |
| Jones, Mejeris 3                            | Assist     | 4 Cordinier                       |
| Jones 9                                     | Rimbalzi   | 9 Weems                           |
| Luca Banchi                                 | Allenatori | Sergio Scariolo                   |

##### Semifinale
| Arbitri: | Manuel Mazzoni (Grosseto) Lorenzo Baldini (Firenze) Valerio Grigioni (Roma) |

|                                     |            |                                       |
| Belinelli 25 Jaiteh 13 Shengelia 11 | Punti      | 16 Sanders 12 Macura 9 Cannon, Filloy |
| Teodosić 9                          | Assist     | 6 Wright                              |
| Shengelia 9                         | Rimbalzi   | 6 Cannon                              |
| Sergio Scariolo                     | Allenatori | Marco Ramondino                       |

| Arbitri: | Borys Ryzhyk (Roma) Carmelo Lo Guzzo (Pisa) Andrea Bongiorni (Pisa) |

|                                                |            |                             |
| Teodosić 17 Shengelia 13 Mannion, Tessitori 10 | Punti      | 18 Macura 13 Daum 10 Filloy |
| Teodosić 4                                     | Assist     | 5 Sanders                   |
| Tessitori 7                                    | Rimbalzi   | 6 Daum                      |
| Sergio Scariolo                                | Allenatori | Marco Ramondino             |

| Arbitri: | Roberto Begnis (Crema) Beniamino Manuel Attard (Priolo Gargallo) Mark Bartoli (Trieste) |

|                                      |            |                                    |
| Sanders 13 Daum, Macura 11 Wright 10 | Punti      | 17 Jaiteh 15 Teodosić 14 Shengelia |
| Mascolo 3                            | Assist     | 6 Shengelia                        |
| Daum 7                               | Rimbalzi   | 9 Jaiteh                           |
| Marco Ramondino                      | Allenatori | Sergio Scariolo                    |

#### Finale
| Arbitri: | Borys Ryzhyk (Roma) Roberto Begnis (Crema) Tolga Ozge Sahin (Messina) |

|                                    |            |                               |
| Teodosić 16 Shengelia 11 Sampson 9 | Punti      | 18 Shields 13 Datome 10 Hines |
| Teodosić 6                         | Assist     | 7 Rodríguez                   |
| Hackett, Shengelia 7               | Rimbalzi   | 10 Hines                      |
| Sergio Scariolo                    | Allenatori | Ettore Messina                |

| Arbitri: | Carmelo Paternicò (Piazza Armerina) Michele Rossi (Anghiari) Guido Giovannetti (Terni) |

|                                     |            |                              |
| Shengelia 22 Jaiteh 11 Belinelli 10 | Punti      | 16 Hall 15 Shields 11 Datome |
| Teodosić 8                          | Assist     | 7 Rodríguez                  |
| Jaiteh 10                           | Rimbalzi   | 7 Melli                      |
| Sergio Scariolo                     | Allenatori | Ettore Messina               |

| Arbitri: | Saverio Lanzarini (Bologna) Manuel Mazzoni (Grosseto) Beniamino Manuel Attard (Priolo Gargallo) |

|                              |            |                                                |
| Melli 22 Shields 19 Grant 14 | Punti      | 18 Hackett 14 Belinelli, Teodosić 10 Shengelia |
| Rodríguez 8                  | Assist     | 5 Hackett, Teodosić                            |
| Shields 7                    | Rimbalzi   | 6 Hackett                                      |
| Ettore Messina               | Allenatori | Sergio Scariolo                                |

| Arbitri: | Borys Ryzhyk (Roma) Michele Rossi (Anghiari) Lorenzo Baldini (Firenze) |

|                             |            |                                            |
| Shields 21 Hall 14 Grant 11 | Punti      | 21 Shengelia 12 Jaiteh 8 Sampson, Teodosić |
| Rodríguez 5                 | Assist     | 4 Hackett, Pajola                          |
| Melli 6                     | Rimbalzi   | 8 Jaiteh                                   |
| Ettore Messina              | Allenatori | Sergio Scariolo                            |

| Arbitri: | Manuel Mazzoni (Grosseto) Saverio Lanzarini (Bologna) Guido Giovannetti (Terni) |

|                                     |            |                                |
| Jaiteh 17 Shengelia 15 Belinelli 11 | Punti      | 20 Melli 18 Rodríguez 15 Hines |
| Shengelia, Teodosić 5               | Assist     | 6 Rodríguez                    |
| Jaiteh 13                           | Rimbalzi   | 6 Hall                         |
| Sergio Scariolo                     | Allenatori | Ettore Messina                 |

| Arbitri: | Carmelo Paternicò (Piazza Armerina) Beniamino Manuel Attard (Priolo Gargallo) Lorenzo Baldini (Firenze) |

|                                   |            |                                   |
| Datome 23 Shields 15 Rodríguez 12 | Punti      | 11 Alibegović 10 Mannion 9 Jaiteh |
| Rodríguez 8                       | Assist     | 4 Hackett                         |
| Hines 6                           | Rimbalzi   | 7 Jaiteh                          |
| Ettore Messina                    | Allenatori | Sergio Scariolo                   |

### Eurocup

#### Stagione regolare (Gruppo B)

##### Girone d'andata
| Arbitri: | Uroš Obrknežević Jordi Aliaga Gentian Cici |

|                               |            |                                      |
| Freeman 15 Al 14 Dudzinski 13 | Punti      | 18 Hervey 15 Belinelli 14 Alibegović |
| Needham 8                     | Assist     | 7 Pajola                             |
| Bitim, Güven 5                | Rimbalzi   | 6 Hervey, Tessitori                  |
| Dušan Alimpijević             | Allenatori | Sergio Scariolo                      |

| Arbitri: | Robert Vyklický Hugues Thépénier Stanislav Valeev |

|                                                  |            |                                           |
| Jaiteh 20 Belinelli, Sampson 15 Hervey, Weems 10 | Punti      | 14 Christon 13 Felício 11 Bretzel, Jallow |
| Teodosić 7                                       | Assist     | 9 Christon                                |
| Sampson 9                                        | Rimbalzi   | 7 Felício                                 |
| Sergio Scariolo                                  | Allenatori | Jaka Lakovič                              |

| Arbitri: | Fernando Rocha Benjamin Barth Ioannis Foufis |

|                             |            |                                           |
| Cobbs 23 Reed 21 Popović 12 | Punti      | 15 Belinelli, Hervey 13 Tessitori 9 Weems |
| Cobbs 8                     | Assist     | 6 Teodosić                                |
| Atić, Reed 6                | Rimbalzi   | 6 Tessitori                               |
| Aleksandar Džikić           | Allenatori | Sergio Scariolo                           |

| Arbitri: | Milivoje Jovčić Sašo Petek Vasileios Pitsilkas |

|                                   |            |                                                  |
| Weems 30 Teodosić 18 Belinelli 10 | Punti      | 20 Prepelič 15 Van Rossom 11 Hermannsson, Rivero |
| Teodosić 9                        | Assist     | 6 Van Rossom                                     |
| Jaiteh 9                          | Rimbalzi   | 8 Pradilla, Rivero                               |
| Sergio Scariolo                   | Allenatori | Joan Peñarroya                                   |

| Arbitri: | Leandro Lezcano Igor Dragojević Hüseyin Çelik |

|                                    |            |                           |
| Hervey 26 Teodosić 22 Cordinier 13 | Punti      | 26 Vitali 15 Daye 13 Watt |
| Teodosić 7                         | Assist     | 3 Daye, Stone, Tonut      |
| Jaiteh 6                           | Rimbalzi   | 8 Brooks                  |
| Sergio Scariolo                    | Allenatori | Walter De Raffaele        |

| Arbitri: | Benjamín Jiménez Seffi Shemmesh Sinan Isguder |

|                                     |            |                                    |
| Ferrell 24 Murić, Omić 18 Blažič 15 | Punti      | 21 Belinelli 19 Teodosić 17 Jaiteh |
| Ferrell 11                          | Assist     | 9 Teodosić                         |
| Murić 6                             | Rimbalzi   | 6 Alibegović, Jaiteh               |
| Jurica Golemac                      | Allenatori | Sergio Scariolo                    |

| Arbitri: | Jakub Zamojski Artūras Šukys Artem Lavrukhin |

|                                            |            |                                 |
| Weems 18 Alibegović 14 Belinelli, Jaiteh 9 | Punti      | 15 Grant 14 Hunt 9 Giannopoulos |
| Belinelli 8                                | Assist     | 5 Gkikas                        |
| Jaiteh 8                                   | Rimbalzi   | 6 Rogkavopoulos                 |
| Sergio Scariolo                            | Allenatori | Īlias Zouros                    |

| Arbitri: | Piotr Pastusiak Robert Vyklický Uroš Obrknežević |

|                                         |            |                                   |
| Ennis 17 Slaughter 16 Kramer, Shurna 14 | Punti      | 17 Weems 16 Belinelli 15 Teodosić |
| Slaughter 9                             | Assist     | 13 Teodosić                       |
| Brussino 8                              | Rimbalzi   | 7 Jaiteh                          |
| Porfirio Fisac                          | Allenatori | Sergio Scariolo                   |

| Arbitri: | Sreten Radović Ioannis Foufis Nick van den Broeck |

|                                           |            |                                      |
| Jaiteh, Weems 15 Belinelli 13 Cordinier 9 | Punti      | 17 Jones 13 Roos Williams 9 Sulaimon |
| Pajola 9                                  | Assist     | 4 Benitez, Harris, Julien            |
| Jaiteh 8                                  | Rimbalzi   | 6 Jones                              |
| Sergio Scariolo                           | Allenatori | Laurent Legname                      |

##### Girone di ritorno
| Arbitri: | Carlos Peruga Marcin Kowalski Denis Hadžić |

|                                 |            |                                |
| Jaiteh 23 Weems 18 Cordinier 17 | Punti      | 37 Andrews 19 Bitim 17 Needham |
| Teodosić 13                     | Assist     | 6 Andrews                      |
| Hervey 8                        | Rimbalzi   | 8 Hayes                        |
| Sergio Scariolo                 | Allenatori | Dušan Alimpijević              |

| Arbitri: | Carlos Cortés Marko Juras Rain Peerandi |

|                                        |            |                                                       |
| Blossomgame 19 Christon 14 Klepeisz 12 | Punti      | 14 Tessitori, Weems 13 Belinelli 8 Alibegović, Jaiteh |
| Christon 7                             | Assist     | 5 Pajola                                              |
| Felício 13                             | Rimbalzi   | 7 Jaiteh                                              |
| Jaka Lakovič                           | Allenatori | Sergio Scariolo                                       |

| Arbitri: | Saša Pukl Jordi Aliaga Gentian Cici |

|                                |            |                                  |
| Jaiteh 19 Cordinier 16 Weems 8 | Punti      | 23 Popović 9 Atić 8 Cobbs, Perry |
| Pajola 6                       | Assist     | 4 Cobbs, Perry                   |
| Jaiteh 12                      | Rimbalzi   | 7 Atić                           |
| Sergio Scariolo                | Allenatori | Aleksandar Džikić                |

| Arbitri: | Ilija Belošević Fernando Rocha Sébastien Clivaz |

|                                                    |            |                                    |
| Prepelič 19 Pradilla 10 Dimitrijević, Van Rossom 8 | Punti      | 17 Weems 11 Cordinier 10 Belinelli |
| Dimitrijević 5                                     | Assist     | 9 Pajola                           |
| Labeyrie 10                                        | Rimbalzi   | 8 Sampson                          |
| Joan Peñarroya                                     | Allenatori | Sergio Scariolo                    |

| Arbitri: | Miguel Ángel Pérez Uroš Nikolić Seffi Shemmesh |

|                               |            |                                    |
| Theodore 18 Tonut 14 Stone 11 | Punti      | 24 Jaiteh 11 Teodosić 10 Cordinier |
| Tonut 4                       | Assist     | 13 Teodosić                        |
| Brooks, Watt 7                | Rimbalzi   | 12 Jaiteh                          |
| Walter De Raffaele            | Allenatori | Sergio Scariolo                    |

| Arbitri: | Juan Carlos García González Amit Balak Hüseyin Çelik |

|                                                   |            |                              |
| Shengelia 14 Jaiteh, Weems 11 Sampson, Teodosić 9 | Punti      | 20 Pullen 18 Blažič 14 Murić |
| Teodosić 10                                       | Assist     | 6 Ferrell                    |
| Jaiteh 14                                         | Rimbalzi   | 10 Omić                      |
| Andrea Diana (vice)                               | Allenatori | Jurica Golemac               |

| Arbitri: | Milan Nedović Miloš Koljenšić Marcin Kowalski |

|                                   |            |                                 |
| Rogkavopoulos 20 Grant 12 Gaddy 9 | Punti      | 22 Cordinier 15 Weems 11 Jaiteh |
| Ray 4                             | Assist     | 6 Cordinier                     |
| Hunt 6                            | Rimbalzi   | 9 Jaiteh                        |
| Īlias Zouros                      | Allenatori | Sergio Scariolo                 |

| Arbitri: | Milivoje Jovčić Artūras Šukys Steve Bittner |

|                                          |            |                                   |
| Hackett 14 Shengelia 11 Jaiteh, Weems 10 | Punti      | 19 Ennis 12 Balcerowski 10 Shurna |
| Cordinier, Hackett 3                     | Assist     | 3 Albicy, Shurna                  |
| Jaiteh, Shengelia 9                      | Rimbalzi   | 8 Salvó                           |
| Sergio Scariolo                          | Allenatori | Porfirio Fisac                    |

| Arbitri: | Tomislav Hordov Sérgio Silva Igor Dragojević |

|                                                |            |                                 |
| Harris 12 Julien, Pelos 10 Benitez, Sulaimon 9 | Punti      | 17 Hackett 15 Sampson 13 Hervey |
| Julien 5                                       | Assist     | 9 Teodosić                      |
| Pelos 5                                        | Rimbalzi   | 7 Sampson                       |
| Laurent Legname                                | Allenatori | Sergio Scariolo                 |

#### Fase ad eliminazione diretta
| Arbitri: | Robert Lottermoser Tomasz Trawicki Maxime Boubert |

|                               |            |                                                             |
| Jaiteh 20 Weems 13 Sampson 11 | Punti      | 12 Orelik, Radičević 10 Maldūnas 8 Kalaitzakīs, Lipkevičius |
| Shengelia 8                   | Assist     | 4 Kalaitzakīs, Žemaitis                                     |
| Hervey, Shengelia 5           | Rimbalzi   | 9 Maldūnas                                                  |
| Sergio Scariolo               | Allenatori | Nenad Čanak                                                 |

| Arbitri: | Miguel Ángel Pérez Miloš Koljenšić Eduard Udyanskyy |

|                                            |            |                                        |
| Jaiteh 27 Shengelia 9 Cordinier, Sampson 8 | Punti      | 22 Blossomgame 15 Christon 14 Klepeisz |
| Teodosić 8                                 | Assist     | 7 Christon                             |
| Jaiteh 11                                  | Rimbalzi   | 8 Bretzel, Thornwell                   |
| Sergio Scariolo                            | Allenatori | Jaka Lakovič                           |

| Arbitri: | Damir Javor Gytis Vilius Uroš Nikolić |

|                                                  |            |                                       |
| Rivero 17 López-Arostegui 16 Labeyrie 11         | Punti      | 15 Shengelia 14 Belinelli 12 Teodosić |
| Hermannsson 7                                    | Assist     | 4 Teodosić                            |
| Claver, Dubljević, López-Arostegui, Van Rossom 6 | Rimbalzi   | 6 Jaiteh                              |
| Joan Peñarroya                                   | Allenatori | Sergio Scariolo                       |

| Arbitri: | Saša Pukl Anne Panther Emilio Pérez Pizarro |

|                                           |            |                                         |
| Teodosić 21 Jaiteh, Weems 13 Belinelli 12 | Punti      | 14 Dudzinski 12 Bitim 11 Hayes, Needham |
| Pajola 6                                  | Assist     | 3 Andrews, Bitim                        |
| Jaiteh 10                                 | Rimbalzi   | 7 Dudzinski                             |
| Sergio Scariolo                           | Allenatori | Dušan Alimpijević                       |

| Quintetto titolare | Quintetto titolare | Quintetto titolare | Pt | Rim | Ass |
| ------------------ | ------------------ | ------------------ | -- | --- | --- |
| P                  | 44                 | Miloš Teodosić     | 21 | 1   | 3   |
| P                  | 23                 | Daniel Hackett     | 1  | 4   | 2   |
| AP                 | 34                 | Kyle Weems         | 13 | 4   | 2   |
| AG                 | 21                 | Tornik'e Shengelia | 5  | 7   | 2   |
| C                  | 14                 | Mouhammadou Jaiteh | 13 | 10  | 1   |
| Panchina:          |                    |                    |    |     |     |
| C                  | 0                  | Amedeo Tessitori   | 0  | 1   | 0   |
| G                  | 00                 | Isaïa Cordinier    | 0  | 2   | 0   |
| P                  | 1                  | Niccolò Mannion    | 0  | 0   | 0   |
| G                  | 3                  | Marco Belinelli    | 12 | 2   | 3   |
| P                  | 6                  | Alessandro Pajola  | 0  | 1   | 6   |
| AG                 | 8                  | Kevin Hervey       | 4  | 3   | 2   |
| AC                 | 25                 | JaKarr Sampson     | 11 | 5   | 1   |
| Allenatore:        |                    |                    |    |     |     |
| Sergio Scariolo    |                    |                    |    |     |     |

| Virtus Bologna |  | Bursaspor |

| Virtus Bologna | Statistiche        | Bursaspor     |
| -------------- | ------------------ | ------------- |
|                | Statistiche        |               |
| 21/39 (53.8%)  | Tiro da 2          | 15/27 (55.6%) |
| 9/28 (32.1%)   | Tiro da 3          | 6/26 (23.1%)  |
| 11/16 (68.8%)  | Tiri liberi        | 19/24 (79.2%) |
| 17             | Rimbalzi offensivi | 8             |
| 27             | Rimbalzi difensivi | 22            |
| 44             | Rimbalzi totali    | 30            |
| 22             | Assist             | 11            |
| 8              | Palle rubate       | 2             |
| 10             | Palle perse        | 14            |
| 5              | Stoppate           | 2             |
| 23             | Falli              | 20            |

| Quintetto titolare | Quintetto titolare | Quintetto titolare | Pt   | Rim  | Ass  |
| ------------------ | ------------------ | ------------------ | ---- | ---- | ---- |
| P                  | 5                  | Derek Needham      | 11   | 2    | 0    |
| P                  | 12                 | Andrew Andrews     | 6    | 4    | 3    |
| G                  | 10                 | Onuralp Bitim      | 12   | 5    | 3    |
| AG                 | 23                 | Dave Dudzinski     | 14   | 7    | 0    |
| C                  | 13                 | Kevarrius Hayes    | 11   | 6    | 1    |
| Panchina:          |                    |                    |      |      |      |
| G                  | 0                  | John Holland       | 10   | 0    | 2    |
| C                  | 1                  | Tarık Sezgün       | n.e. | n.e. | n.e. |
| G                  | 4                  | Mithat Özalp       | n.e. | n.e. | n.e. |
| AG                 | 7                  | Metin Türen        | 0    | 2    | 2    |
| G                  | 8                  | Birkan Batuk       | n.e. | n.e. | n.e. |
| P                  | 9                  | Ömer Al            | 3    | 0    | 0    |
| AC                 | 22                 | Ayberk Ölmaz       | n.e. | n.e. | n.e. |
| Allenatore:        |                    |                    |      |      |      |
| Dušan Alimpijević  |                    |                    |      |      |      |

| Vincitrice EuroCup 2021-2022 |
| ---------------------------- |
| Virtus Bologna 1º titolo     |

### Coppa Italia

#### Quarti di finale
| Arbitri: | Tolga Ozge Sahin (Messina) Lorenzo Baldini (Firenze) Valerio Grigioni (Roma) |

|                                         |            |                                  |
| Belinelli 23 Jaiteh, Weems 17 Hervey 12 | Punti      | 19 Clark 13 Visconti 11 Chappell |
| Teodosić 6                              | Assist     | 5 Gentile                        |
| Weems 9                                 | Rimbalzi   | 7 Adrian, Perkins                |
| Sergio Scariolo                         | Allenatori | Francesco Vitucci                |

#### Semifinale
| Arbitri: | Carmelo Paternicò (Piazza Armerina) Michele Rossi (Anghiari) Guido Giovannetti (Terni) |

|                                         |            |                                 |
| Filloy, Macura 18 Sanders 16 Mascolo 15 | Punti      | 18 Belinelli 17 Weems 15 Jaiteh |
| Mascolo 4                               | Assist     | 7 Pajola                        |
| Cain 8                                  | Rimbalzi   | 9 Jaiteh                        |
| Marco Ramondino                         | Allenatori | Sergio Scariolo                 |

### Supercoppa Italiana

#### Quarti di finale
| Arbitri: | Manuel Mazzoni (Grosseto) Alessandro Martolini (Roma) Christian Borgo (Grumolo delle Abbadesse) |

|                                 |            |                          |
| Hervey 18 Tessitori 14 Weems 11 | Punti      | 19 Daum 11 Filloy 8 Cain |
| Pajola 4                        | Assist     | 9 Wright                 |
| Hervey 18                       | Rimbalzi   | 7 Filloy                 |
| Sergio Scariolo                 | Allenatori | Marco Ramondino          |

#### Semifinale
| Arbitri: | Roberto Begnis (Crema) Mark Bartoli (Trieste) Valerio Grigioni (Roma) |

|                             |            |                                |
| Tonut 16 Sanders 15 Watt 13 | Punti      | 17 Hervey 14 Teodosić 9 Jaiteh |
| De Nicolao, Tonut 4         | Assist     | 8 Teodosić                     |
| Tonut 9                     | Rimbalzi   | 9 Hervey                       |
| Walter De Raffaele          | Allenatori | Sergio Scariolo                |

#### Finale
| Arbitri: | Saverio Lanzarini (Bologna) Michele Rossi (Anghiari) Guido Giovannetti (Terni) |

|                                 |            |                                   |
| Shields 19 Rodríguez 17 Hall 13 | Punti      | 18 Jaiteh 14 Pajola 13 Alibegović |
| Delaney, Rodríguez 5            | Assist     | 7 Pajola                          |
| Melli 10                        | Rimbalzi   | 9 Jaiteh                          |
| Ettore Messina                  | Allenatori | Sergio Scariolo                   |

| Quintetto titolare | Quintetto titolare | Quintetto titolare    | Pt   | Rim  | Ass  |
| ------------------ | ------------------ | --------------------- | ---- | ---- | ---- |
| P                  | 23                 | Malcolm Delaney       | 8    | 1    | 5    |
| G                  | 70                 | Luigi Datome          | 8    | 1    | 0    |
| AP                 | 31                 | Shavon Shields        | 19   | 5    | 1    |
| AG                 | 9                  | Nicolò Melli          | 10   | 10   | 1    |
| C                  | 42                 | Kyle Hines            | 4    | 6    | 2    |
| Panchina:          |                    |                       |      |      |      |
| P                  | 13                 | Sergio Rodríguez      | 17   | 2    | 5    |
| AG                 | 17                 | Giampaolo Ricci       | 3    | 1    | 1    |
| C                  | 19                 | Paul Biligha          | n.e. | n.e. | n.e. |
| G                  | 21                 | Riccardo Moraschini   | 0    | 0    | 0    |
| G                  | 22                 | Devon Hall            | 13   | 6    | 2    |
| AC                 | 24                 | Kōnstantinos Mītoglou | 8    | 4    | 1    |
| A                  | 40                 | Davide Alviti         | 2    | 3    | 0    |
| Allenatore:        |                    |                       |      |      |      |
| Ettore Messina     |                    |                       |      |      |      |

| AX Armani Exchange Milano |  | Virtus Segafredo Bologna |

| Milano        | Statistiche        | Bologna       |
| ------------- | ------------------ | ------------- |
|               | Statistiche        |               |
| 20/42 (47.6%) | Tiri da 2          | 25/41 (61.0%) |
| 11/28 (39.3%) | Tiri da 3          | 8/18 (44.4%)  |
| 11/11 (100%)  | Tiri liberi        | 16/23 (69.6%) |
| 15            | Rimbalzi offensivi | 4             |
| 25            | Rimbalzi difensivi | 24            |
| 40            | Rimbalzi totali    | 28            |
| 18            | Assist             | 27            |
| 11            | Palle perse        | 9             |
| 6             | Palle rubate       | 6             |
| 4             | Stoppate           | 6             |
| 19            | Falli              | 15            |

| Vincitrice Supercoppa Italia 2021 |
| --------------------------------- |
| Virtus Bologna 2º titolo          |

| Quintetto titolare | Quintetto titolare | Quintetto titolare | Pt   | Rim  | Ass  |
| ------------------ | ------------------ | ------------------ | ---- | ---- | ---- |
| P                  | 6                  | Alessandro Pajola  | 14   | 3    | 7    |
| G                  | 3                  | Marco Belinelli    | 9    | 1    | 2    |
| AP                 | 34                 | Kyle Weems         | 10   | 1    | 1    |
| AG                 | 8                  | Kevin Hervey       | 4    | 4    | 1    |
| C                  | 14                 | Mouhammadou Jaiteh | 18   | 9    | 3    |
| Panchina:          |                    |                    |      |      |      |
| C                  | 0                  | Amedeo Tessitori   | 0    | 2    | 1    |
| AG                 | 7                  | Amar Alibegović    | 13   | 0    | 0    |
| P                  | 11                 | Michele Ruzzier    | n.e. | n.e. | n.e. |
| G                  | 15                 | Ty-Shon Alexander  | 7    | 2    | 5    |
| C                  | 20                 | Matteo Barbieri    | n.e. | n.e. | n.e. |
| P                  | 44                 | Miloš Teodosić     | 9    | 3    | 6    |
| AP                 | 55                 | Awudu Abass        | 6    | 1    | 1    |
| Allenatore:        |                    |                    |      |      |      |
| Sergio Scariolo    |                    |                    |      |      |      |